# Автошлях E601
Європейський шлях Е 601 — європейська дорога класу B у Франції, що з'єднує міста Ніор і Ла-Рошель.

## Маршрут
- Франція
  - Ніор
  - E03, E602 Ла-Рошель